# Su iyesi
 (juin 2024).
La mise en forme du texte ne suit pas les recommandations de Wikipédia : il faut le « wikifier ».
Les points d'amélioration suivants sont les cas les plus fréquents. Le détail des points à revoir est peut-être précisé sur la page de discussion.
- Les titres sont pré-formatés par le logiciel. Ils ne sont ni en capitales, ni en gras.
- Le texte ne doit pas être écrit en capitales (les noms de famille non plus), ni en gras, ni en italique, ni en « petit »…
- Le gras n'est utilisé que pour surligner le titre de l'article dans l'introduction, une seule fois.
- L'italique est rarement utilisé : mots en langue étrangère, titres d'œuvres, noms de bateaux, etc.
- Les citations ne sont pas en italique mais en corps de texte normal. Elles sont entourées par des guillemets français : « et ».
- Les listes à puces sont à éviter, des paragraphes rédigés étant largement préférés. Les tableaux sont à réserver à la présentation de données structurées (résultats, etc.).
- Les appels de note de bas de page (petits chiffres en exposant, introduits par l'outil «  Source ») sont à placer entre la fin de phrase et le point final[comme ça].
- Les liens internes (vers d'autres articles de Wikipédia) sont à choisir avec parcimonie. Créez des liens vers des articles approfondissant le sujet. Les termes génériques sans rapport avec le sujet sont à éviter, ainsi que les répétitions de liens vers un même terme.
- Les liens externes sont à placer uniquement dans une section « Liens externes », à la fin de l'article. Ces liens sont à choisir avec parcimonie suivant les règles définies. Si un lien sert de source à l'article, son insertion dans le texte est à faire par les notes de bas de page.
- La présentation des références doit suivre les conventions bibliographiques. Il est recommandé d'utiliser les modèles {{Ouvrage}}, {{Chapitre}}, {{Article}}, {{Lien web}} et/ou {{Bibliographie}}. Le mode d'édition visuel peut mettre en forme automatiquement les références.
- Insérer une infobox (cadre d'informations à droite) n'est pas obligatoire pour parachever la mise en page.

Pour une aide détaillée, merci de consulter Aide:Wikification.
Si vous pensez que ces points ont été résolus, vous pouvez retirer ce bandeau et améliorer la mise en forme d'un autre article.
Su iyesi(esprit de l'eau) (Tatar : Су иясе ou Su İyäse, Iakoute : Уу Иччи) - l'esprit gardien de l'eau dans la mythologie turque, tatare et altaïenne. Elle est également connue sous le nom de Suv (Sub, Suğ, Sıv) Iyesi / Eğesi / Ezi / Issı / İççisi dans diverses langues turques. Les mongols l'appellent Usan (Uhan) Ezen.

## Caractéristiques
Chaque eau a un "iye". Ils vivent tous dans l'eau. Innofensifs, ce sont des êtres incorporels. Elles portent des vêtements blancs. Il est possible de les apercevoir sous la forme d'oiseaux ou de serpents. Elles vivent dans un palais auquel on accède par un passage sous un gros rocher dans les profondeurs de l'eau où ils vivent. Certains d'entre elles ont une queue de poisson comme les sirènes. Elles sont de couleur bleue. Elles sont représentées avec des poissons bleus qui nagent autour d'elles et qui brillent, ou bien parfois avec des cornes. C'est un être glabre, imberbe, sans sourcils. Il est presque impossible de décrypter son attitude envers les humains. Elles pouvaient faire surgir l'eau à un moment inattendu, détruire les barrages, provoquer la noyade et la mort d'animaux et de personnes.

## Öğüz İyesi
Öğüz iyesi est un esprit de la rivière dans les croyances populaires turques et d'Asie centrale. C'est un être qui présente des caractéristiques similaires à celles de Su iyesi et qui en est très proche. Selon certains points de vue, il s'agit même de la même créature. Elle est également connue sous le nom d'Öz İyesi. Elle est déguisée en vieille femme. Elle vit dans les ruisseaux et les criques. Elle se met en colère contre la personne qui regarde l'eau en traversant le pont et qui tourne la tête. Cette personne tombe également dans l'eau et se noie parfois. Très contrariée par la pollution de l'eau, elle apporte des ennuis à ceux qui versent des déchets dans l'eau. Elle vit au bord de l'eau. Parfois, elle apporte la sécheresse et la maladie en guise de punition. Selon la tradition, une jeune mariée qui va remplir l'eau pour la première fois lui offre ses cheveux. On peut y jeter une pièce de monnaie. On peut aussi y verser du fromage, du pain pour nourrir les créatures qui vivent dans l'eau. L'eau prend les gens par les pieds et les entraîne dans l'eau.

## Eaux bénites
Les sources d'eau chaude bénites sont généralement appelées « Çermik » dans les croyances populaires turques et l'on pense que ces lieux sont protégés par les iye. Souvent, au sommet d'une montagne, un jeune homme laissé pour mort à cause d'une maladie implacable voit des loups ou des chiens sauvages blessés entrer dans une eau ou une boue bénite et se rétablir, et il fait de même, et après avoir séjourné dans cette eau ou cette boue pendant trois jours et trois nuits, il en ressort intact. Ce sont des lieux qui combinent le caractère sacré de l'eau et/ou de la chaleur (feu). En fait, le fait qu'ils soient souvent situés dans des zones boisées et montagneuses augmente l'effet positif et spirituellement curatif de ces lieux. Parfois, la tombe d'une personne vertueuse se trouve à proximité de ces sources d'eau. On pense également que cette personne bénie, qui est éprouvée par la maladie, est envoyée par Dieu pour la guérison.

## Étymologie
Il est dérivé de la racine (Su/Suv/Sub).

## Source
- Dictionnaire des mythes turcs, Deniz Karakurt, Turquie, 2011 (OTRS : CC BY-SA 3.0)  27 Aralık 2019 tarihinde    </link>